# Linha 6 do Metropolitano de Paris

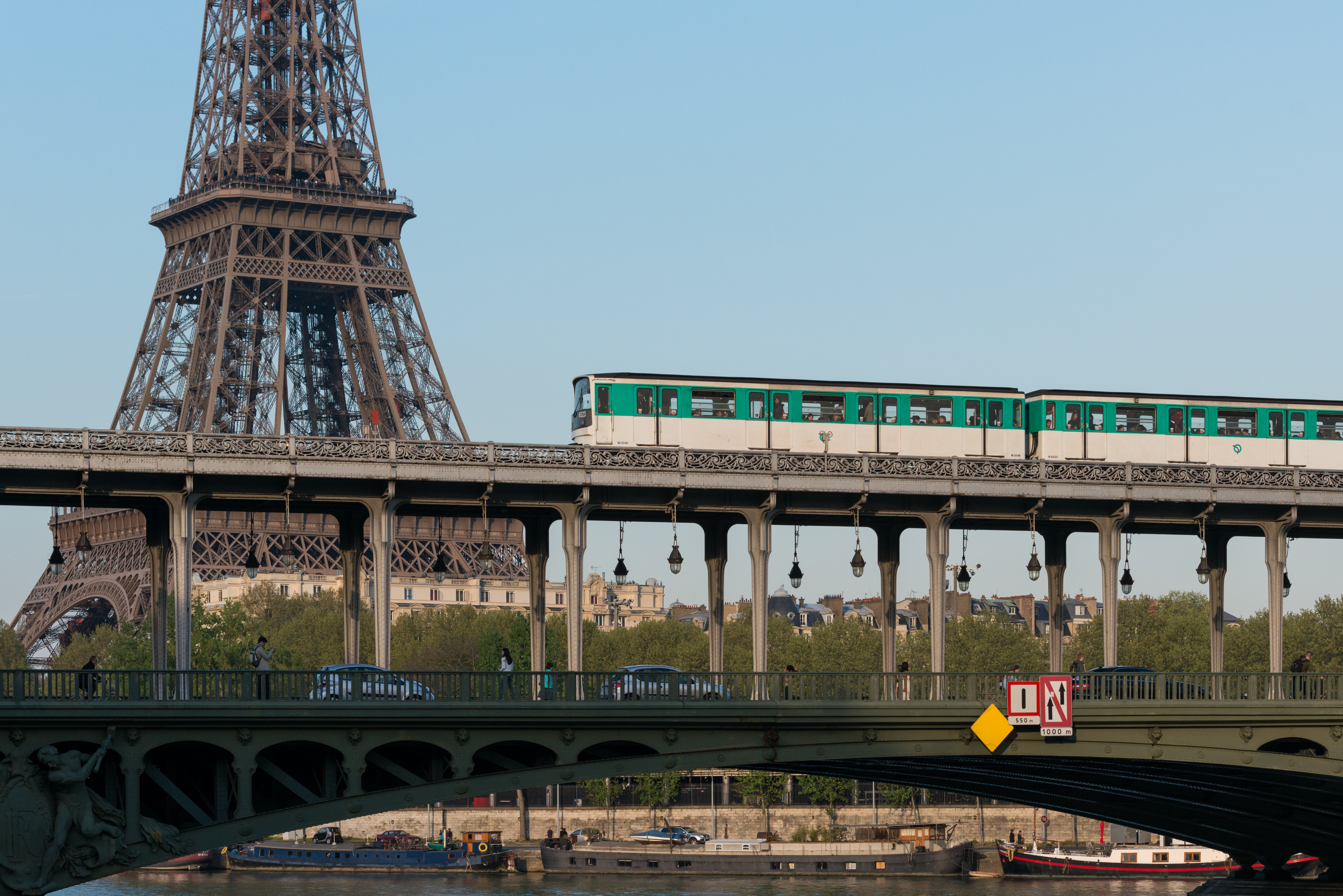
Um trem MP 73 cruzando o Rio Sena no Viaduto de Bir-Hakeim com a Torre Eiffel ao fundo.

A Linha 6 é uma da 16 linhas do Metropolitano de Paris. Ela liga Charles de Gaulle - Étoile a Nation. Constitui em grande parte de trechos em elevado e o resto em subterrâneo. Forma com a Linha 2 um anel que circunda o centro de Paris.

## História
A Linha 6 surgiu em 1900 como parte da Linha 1 no trecho entre Étoile e Trocadéro. Esse trecho foi passado para a Linha 2, estendendo-se para Place d'Italie, tornando-se a Linha 2 Sud. Em 1907 a Linha 2 Sud foi incorporada à Linha 5. A Linha 6 foi inaugurada em 1909 indo da Place d'Italie a Nation. Em 1942, durante a Segunda Guerra Mundial, a Linha 6 incorporou a Linha 5, no trecho entre Étoile e Place d'Italie, com a extensão da linha 5 para além de Gare du Nord. Com isso a linha passou a formar com a Linha 2 um anel.

## Estações

Plano da linha.

- Charles de Gaulle - Étoile
- Kléber
- Boissière
- Trocadéro
- Passy
- Bir-Hakeim
- Dupleix
- La Motte-Picquet - Grenelle
- Cambronne
- Sèvres - Lecourbe
- Pasteur
- Montparnasse – Bienvenüe
- Edgar Quinet
- Raspail
- Denfert-Rochereau
- Saint-Jacques
- Glacière
- Corvisart
- Place d'Italie
- Nationale
- Chevaleret
- Quai de la Gare
- Bercy
- Dugommier
- Daumesnil
- Bel-Air
- Picpus
- Nation

## Turismo
A linha 6 é uma das linhas mais apreciadas para turistas e Parisienses, graças à sua localização principalmente em viaduto. Ela oferece pontos de vista únicos sobre vários monumentos. Da Ponte de Bir-Hakeim, pode se ver a Torre Eiffel com vista para o Sena, o Palais de Chaillot, a torre do sino da Igreja de Santo Agostinho, o topo do telhado de vidro do Grand Palais, a Torre Montparnasse, o Dôme des Invalides e a Butte Montmartre no horizonte de um lado, do outro a Maison de la Radio France, a Île aux Cygnes e o bairro de Beaugrenelle. Antes da estação Cambronne, pode se ver os Invalides por alguns segundos, antes de encontrá-los perto da estação Sèvres-Lecourbe, onde se pode ver a perspectiva da Avenue de Breteuil nos Invalides antes de voltar para o subterrâneo. A leste, se distinguem durante o percurso elevado o Ministério das Finanças e o Palais Omnisports de Paris-Bercy, bem como a Biblioteca François-Mitterrand e, ao longe, a cabeceira da Catedral de Notre-Dame.
A linha atende monumentos e áreas turísticas principalmente em sua seção ocidental. Depois da estação Montparnasse - Bienvenüe, ela tem como vocação essencial de unir os pontos mais animados do sul da capital. Podemos citar de oeste a leste:
- a Praça Charles de Gaulle e o Arco do Triunfo;
- a Esplanade du Trocadéro;
- a Torre Eiffel e o Campo de Marte;
- a Torre Montparnasse, o centro comercial e o bairro de mesmo nome;
- a Place Denfert-Rochereau, onde se pode visitar as Catacumbas de Paris;
- a sede da redação do Le Monde (Boulevard Auguste-Blanqui);
- a Place d'Italie e o bairro de Butte-aux-Cailles;
- o Ministério das Finanças, Bercy Arena e o Parc de Bercy;
- a Place de la Nation.